# 宜野湾海浜公園
宜野湾海浜公園（ぎのわんかいひんこうえん、英: Ginowan Seaside Park）は、沖縄県宜野湾市真志喜にある都市公園（運動公園）である。

## 概要
沖縄本島中部西海岸の国道58号宜野湾バイパス沿いに位置し、東シナ海に面している。
隣接して沖縄コンベンションセンターやトロピカルビーチなどがあり、この一帯はコンベンションエリアと呼ばれている。那覇市の沖縄県営奥武山公園と並んで県レベルの催事が行われる公園であり、コンベンションセンターとの連動も多い。県民大会と称した市民団体の集会に利用されることもある。
同公園を管理する宜野湾市建設部施設管理課は同公園内の宜野湾市立体育館（沖縄県宜野湾市真志喜4-2-1）に所在している。

## 公園内施設

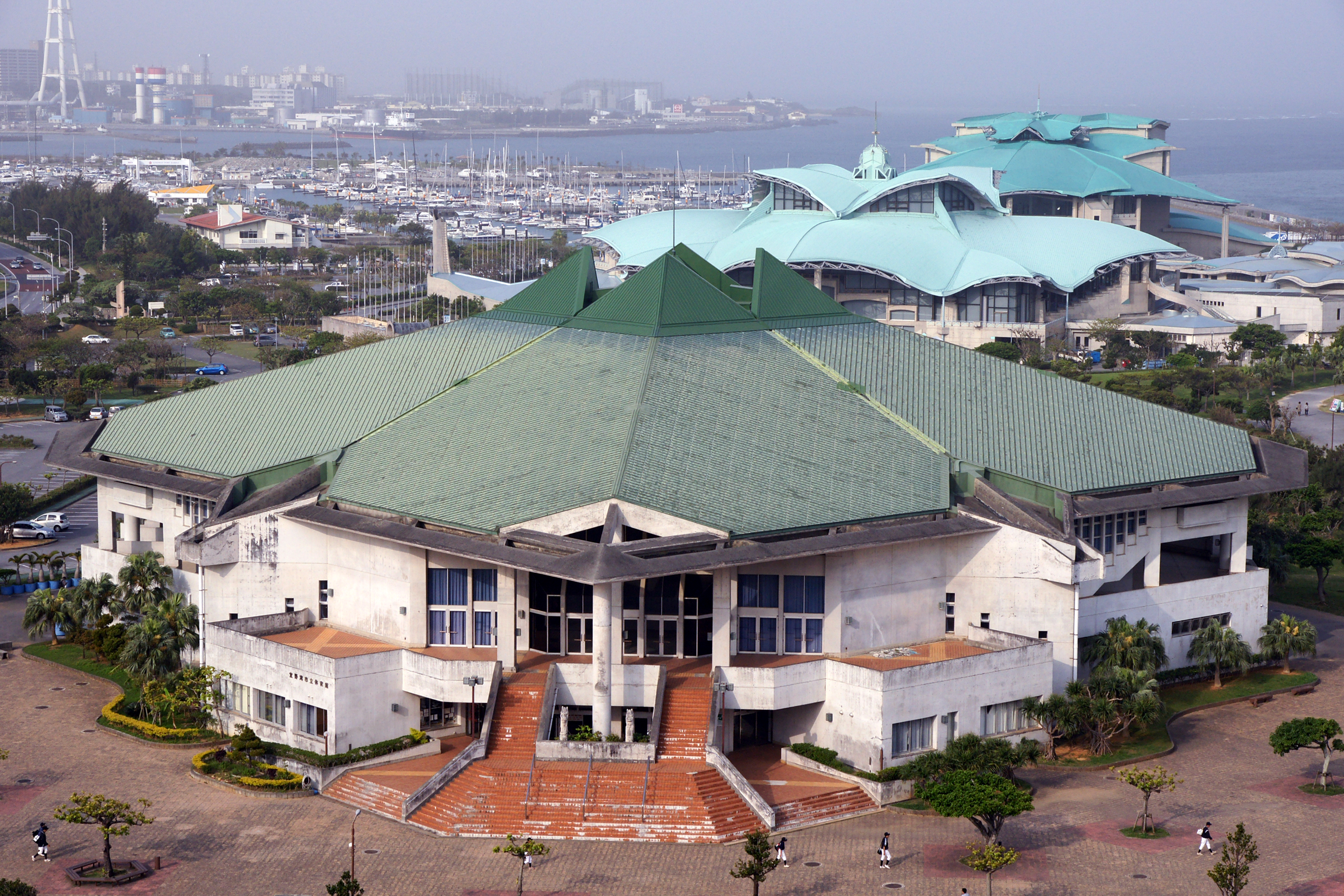
宜野湾市立体育館
- 宜野湾市立野球場
- 多目的広場
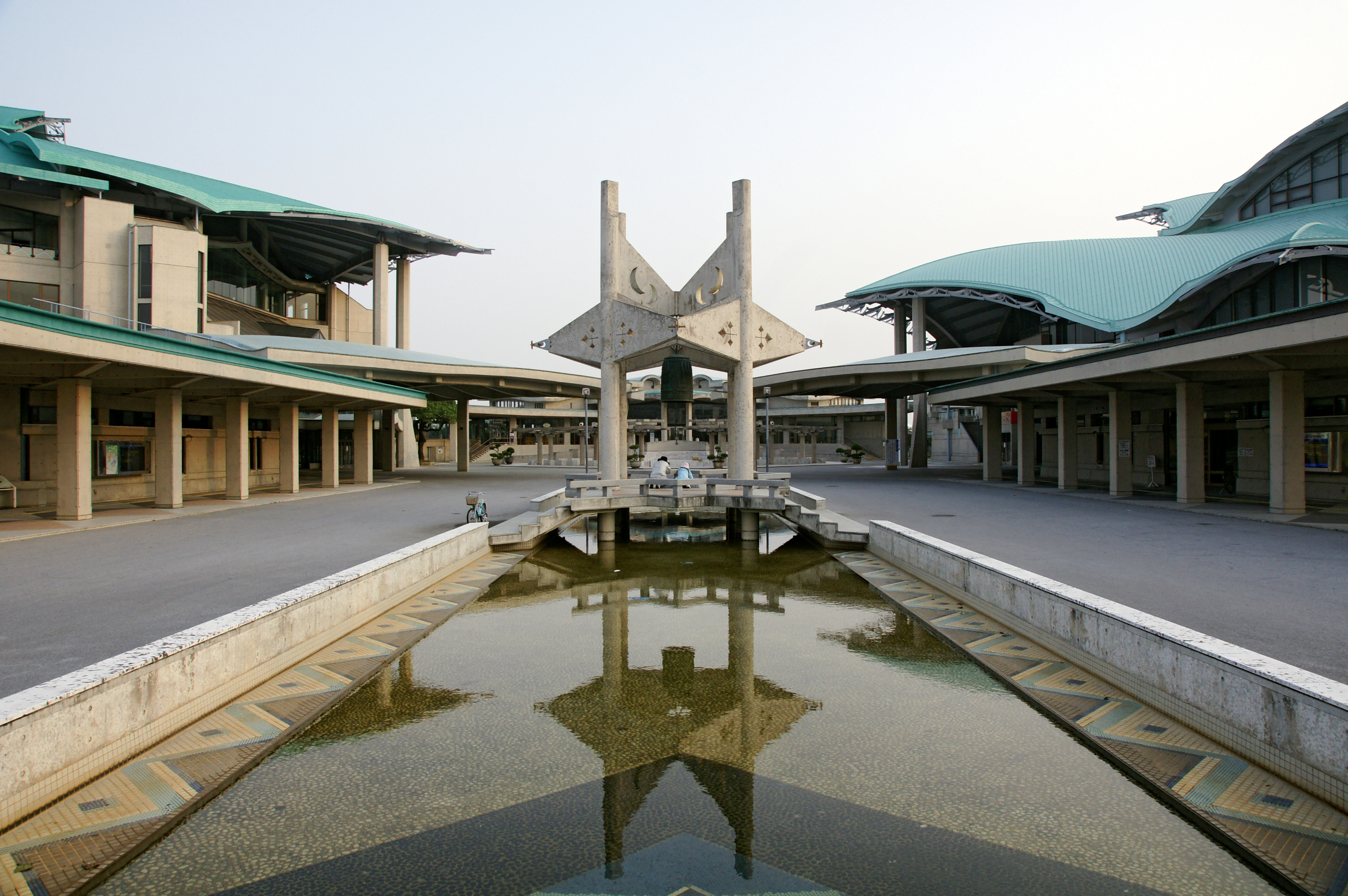
屋外劇場 - 約5000人を動員できる野外音楽堂。野外コンサートツアーの沖縄公演で使用されることが多い。
- 屋内運動場
- テニスコート
- 沖縄コンベンションセンター
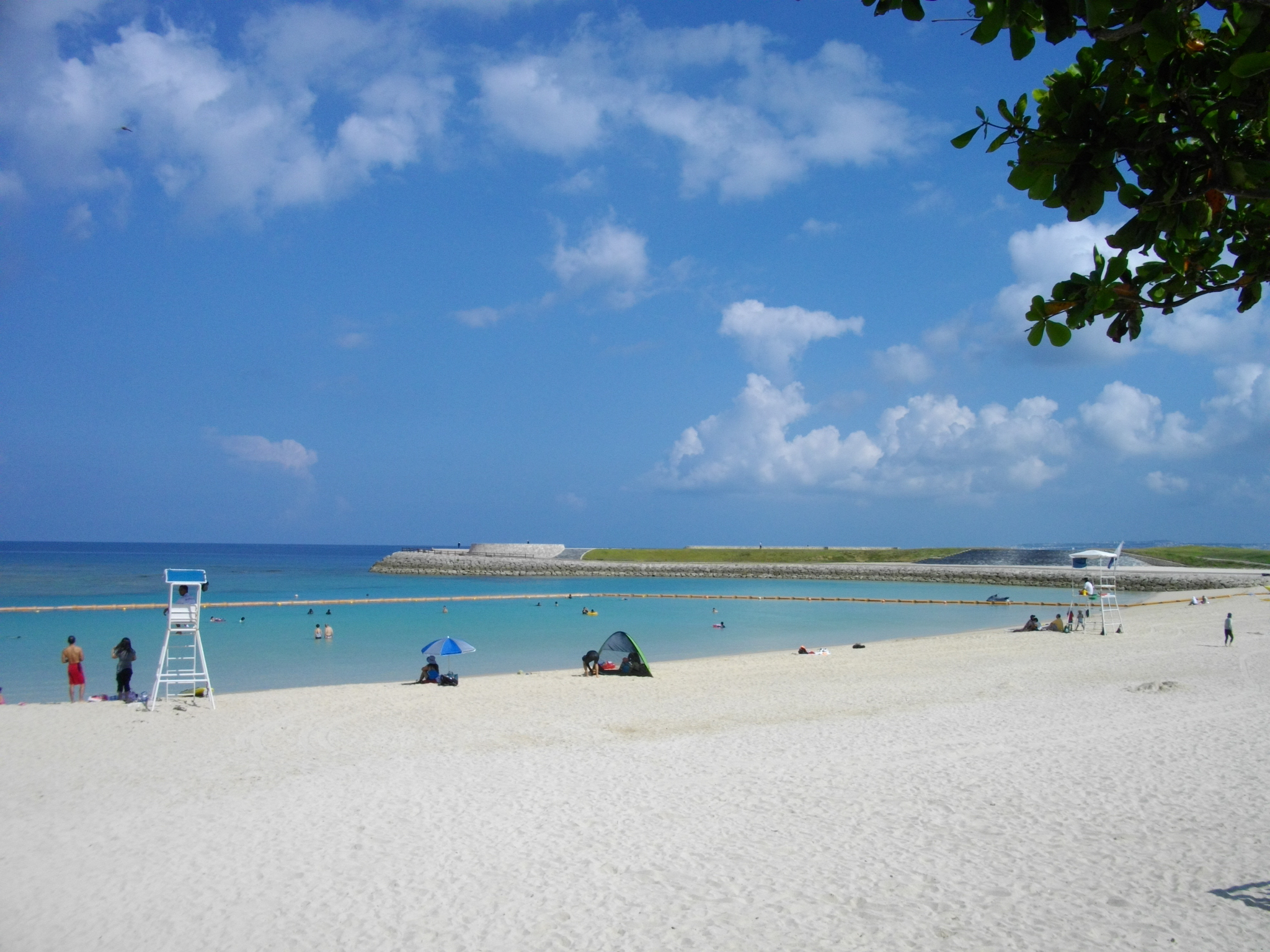
トロピカルビーチ
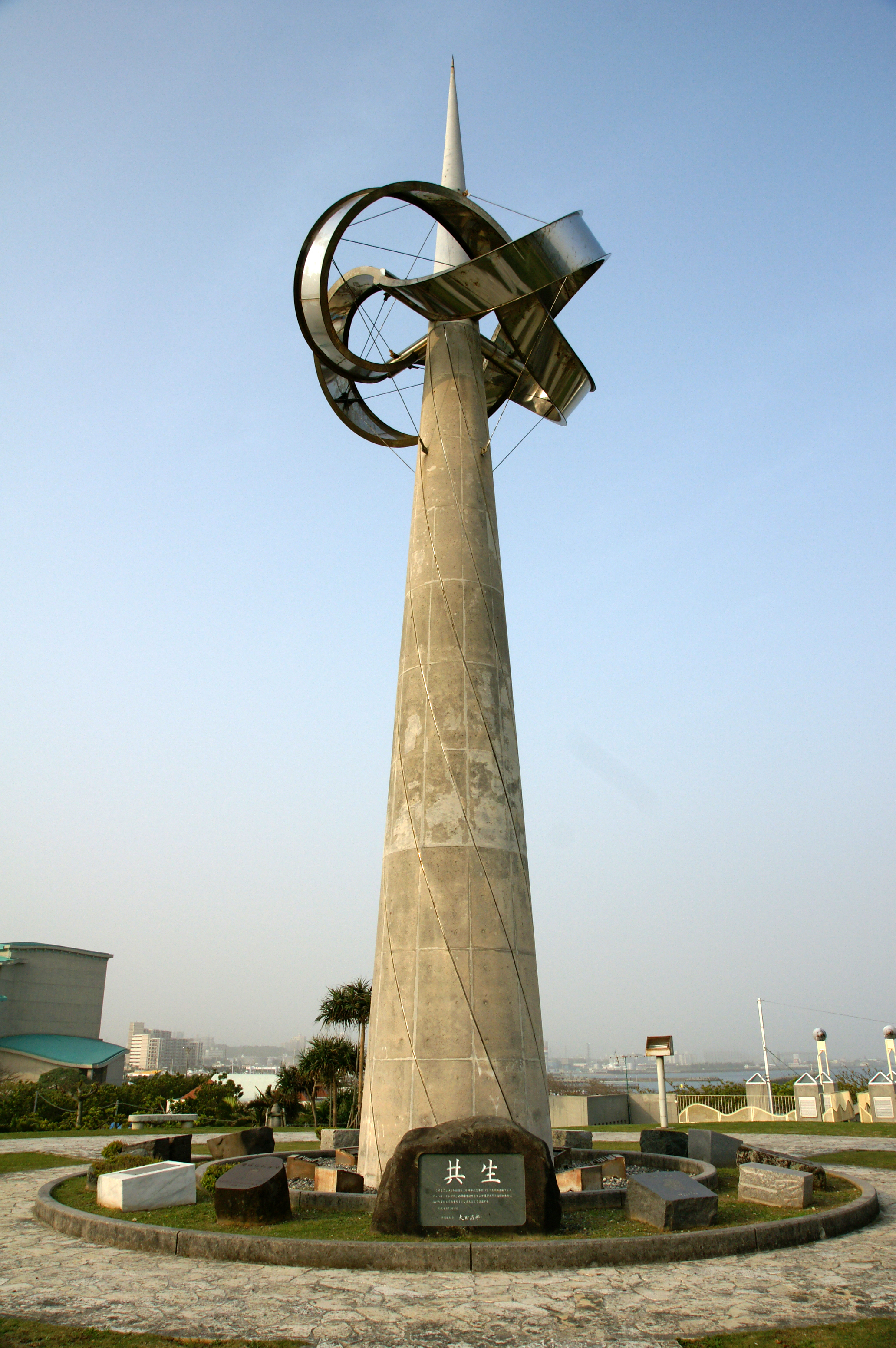
平和記念モニュメント

- 宜野湾市立体育館
- 沖縄コンベンションセンター
- トロピカルビーチ
- 平和記念モニュメント

## 主なイベント

### 横浜DeNAベイスターズの春季キャンプ
1985年（昭和60年）にプロ野球の横浜大洋ホエールズが春季キャンプ地として使用開始以来、現在に至るまで使用されている。

### その他のイベント

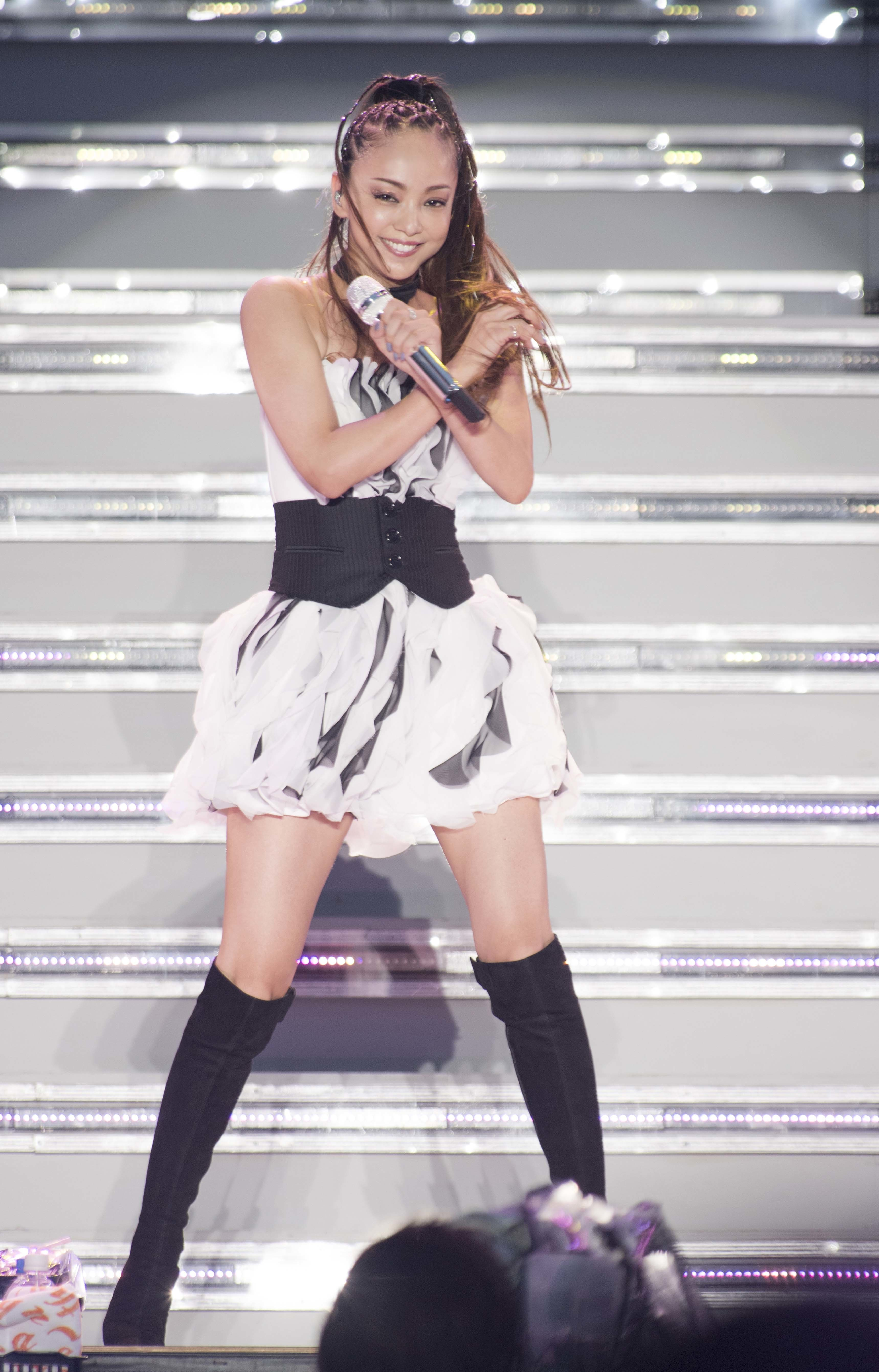
公園敷地内芝生スペースを特設会場として利用した安室奈美恵

- 地元出身の歌手・安室奈美恵が、自身初となる25周年記念凱旋野外ライブ『namie amuro 25th ANNIVERSARY LIVE in OKINAWA』を、2017年9月16日・17日と公園敷地内芝生スペースを特設会場として利用し、スペシャル公演を開催[2]。2日間でおよそ、自身最大規模となる5万2000人を動員した（同県でのコンサート動員数並びに、女性ソロ単独としても過去最多記録を更新）[3][4]。

## アクセス

### 路線バス
- 最寄り停留所 「宜野湾市営球場前」バス停下車、徒歩0分。[5]
  - 112番・国体道路線 （琉球バス交通）
  - 99番・天久新都心線 （琉球バス交通）
  - 88番・宜野湾線 （琉球バス交通）
  - 55番・牧港線 （琉球バス交通）
  - 52番・与勝線 （沖縄バス）[6]
  - 32番・コンベンションセンター線 （沖縄バス）
  - 28番・読谷線 （琉球バス交通・沖縄バス）[6]

## 周辺
- 沖縄伝承話資料センター
- 森川公園
- 宜野湾市立博物館
- 佐喜眞美術館
- 浦添市美術館
- 中城城